# Taťána Kuchařová
Taťána Kuchařová (sinh năm 1987 tại Trnava, Tiệp Khắc, nay là Slovakia) là Hoa hậu Thế giới 2006. Cô đã trở thành cô gái Cộng hòa Séc đầu tiên đăng quang Hoa hậu thế giới.
Tháng 4 năm 2006, Taťána Kuchařová đã đăng quang danh hiệu Hoa hậu Cộng hòa Séc 2006. Với danh hiệu này, cô đã được phép có mặt tại Ba Lan vào tháng 10 để tham gia cuộc thi Hoa hậu Thế giới.
Taťána Kuchařová nhận được sự ủng hộ rất lớn từ phía khán giả trong suốt thời gian cuộc thi diễn ra. Trong đêm chung kết, cô được khán giả bầu chọn nhiều nhất ở khu vực Bắc Âu và cùng với hoa hậu Scotland và Bắc Ireland bước vào bán kết của khu vực Bắc Âu. Tiếp đó, cô đoạt danh hiệu Hoa hậu Thế giới Bắc Âu, tiếp tục lọt vào top 6 chung kết. Cuối cùng, cô đã đăng quang Hoa hậu Thế giới 2006.
Taťána Kuchařová có chiều cao 1,77 m. Cô sinh ra ở Trnava (Slovakia) nhưng lớn lên ở Opocno, Cộng hòa Séc. Hiện cô vẫn là một học sinh trung học. Cô mong muốn sau khi tốt nghiệp đại học sẽ trở thành một người mẫu để đi khắp thế giới. Tatana thích chơi tennis, cưỡi ngựa. Cô cũng là người rất yêu động vật. Phương châm sống của cô là "Luôn luôn là người lạc quan".